# Volkswagen ID. Buzz
De Volkswagen ID. Buzz is een volledig elektrische bus van de Duitse voertuigproducent Volkswagen en onderdeel van de Volkswagen ID. serie die elektrische modellen uit verschillende segmenten omvat. De ID. Buzz is verkrijgbaar in consumentenuitvoeringen met 5 zitplaatsen en in een bedrijfsuitvoering met 2 zitplaatsen, bedoeld voor het vervoer van goederen. Deze vrachtversie wordt ID. Buzz Cargo genoemd en heeft een totaal laadvolume van 3,9 kubieke meter beschikbaar is. De bus is sinds mei 2022 bestelbaar en leveringen beginnen in oktober. Er zijn plannen om een camperversie te ontwikkelen die met de naam ID. California op de markt zal komen.
Het ontwerp is deels geïnspireerd op de eerste generatie van de Volkswagen Transporter uit de jaren vijftig en zestig. Dit is terug te zien in de optie om de bus in een combinatie van twee kleuren te bestellen en door het VW-logo dat prominent op de voorkant is geplaatst.

## Conceptauto
De ID. Buzz werd vanaf 2017 als conceptauto tentoongesteld op verschillende autobeurzen. Hier sloeg het ontwerp aan en vanaf 2019 werd ook de vrachtversie getoond. De conceptversie had een bijzondere toevoeging. Met de ledlichten kon deze met voetgangers communiceren en laten zien dat de bus hen gezien heeft. Hiermee zou het probleem opgelost kunnen worden dat voetgangers bij een zelfrijdende auto niet kunnen zien dat ze veilig kunnen oversteken. Mogelijk zal er in de nabije toekomst inderdaad een zelfrijdende ID. Buzz op de markt komen.

## Specificaties
Gegevens van de 'Pro'-uitvoering.

### Vervoer
De bus biedt 5 zitplaatsen, en er is standaard 1121 liter kofferbakruimte bruikbaar, dat uitgebreid kan worden tot maximaal 2123 liter. Verder is de bus voorzien van een trekhaak, waarmee maximaal 750 kg ongeremd en 1000 kg geremd getrokken mag worden. De maximale verticale kogeldruk is 50 kg.

### Accu
De bus op het Volkswagen MEB Platform heeft een 82 kWh grote tractiebatterij waarvan 77 kWh bruikbaar is. Dit resulteert in een WLTP-gemeten actieradius van 423 km, wat neerkomt op 330 km in de praktijk. De accu is actief gekoeld. Het accupakket heeft een nominaal voltage van 350 V. Het gehele accupakket weegt ongeveer 496 kg.

### Opladen
De accu van de bus kan standaard worden opgeladen via een Type 2-connector (Mennekes) met een maximaal laadvermogen van 11 kW door gebruik van driefase 16 ampère, waarmee de bus in 8,25 uur van 0% naar 100% geladen kan worden. Bij gebruik van een snellader met een CCS-aansluiting kan een laadsnelheid van maximaal 170 kW worden bereikt, waarmee de bus in minimaal 28 minuten van 10% naar 80 % geladen kan worden, wat neerkomt op een snellaadsnelheid van 490 km/u.

### Prestaties
De elektronische aandrijflijn van de bus kan 150 kW of 204 pk aan vermogen leveren, waarmee de bus met 310 Nm koppel in 10,2 seconden kan optrekken van 0 naar 100 km/u. De maximale snelheid die bereikt kan worden is ongeveer 145 km/u.

## Galerij

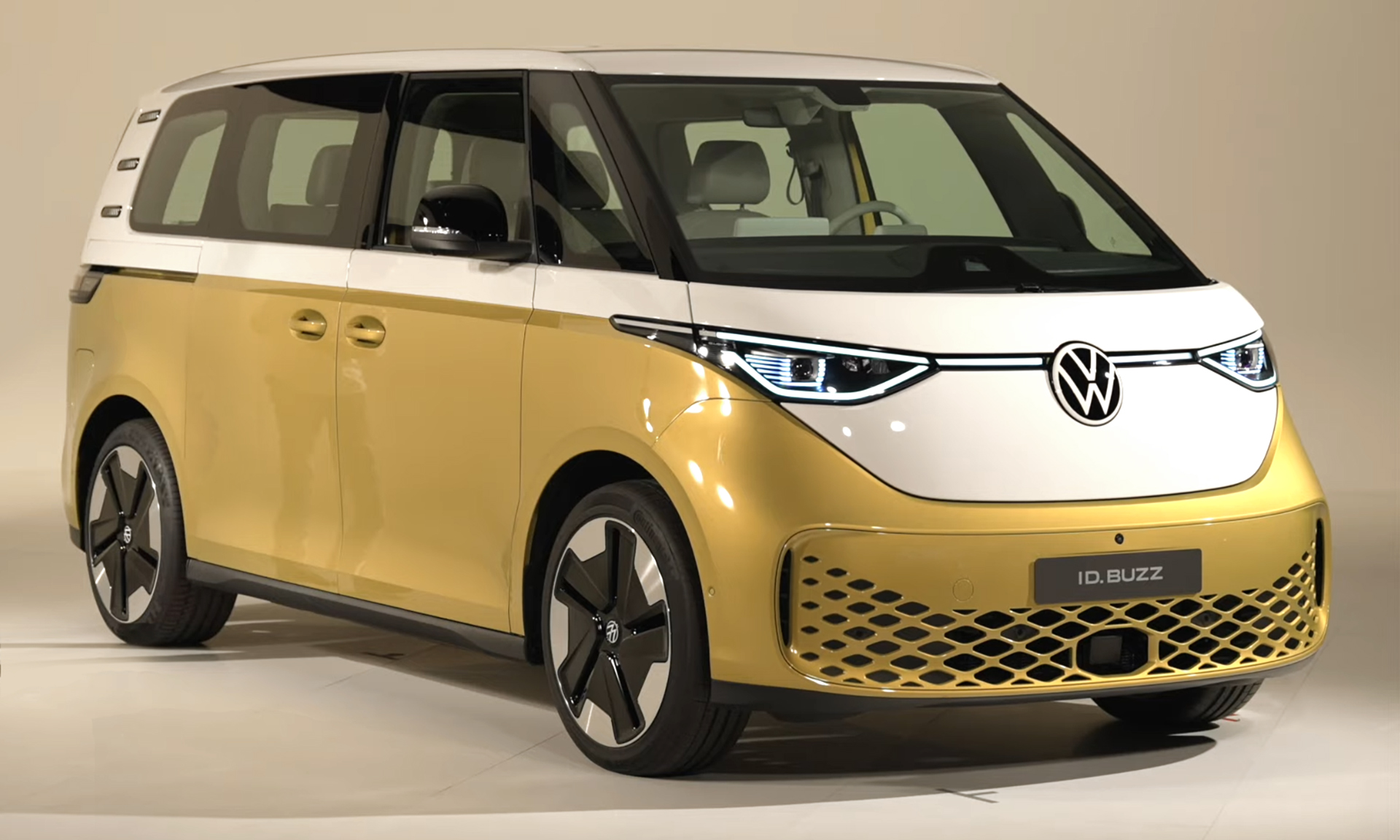
Voorzijde van de ID. Buzz
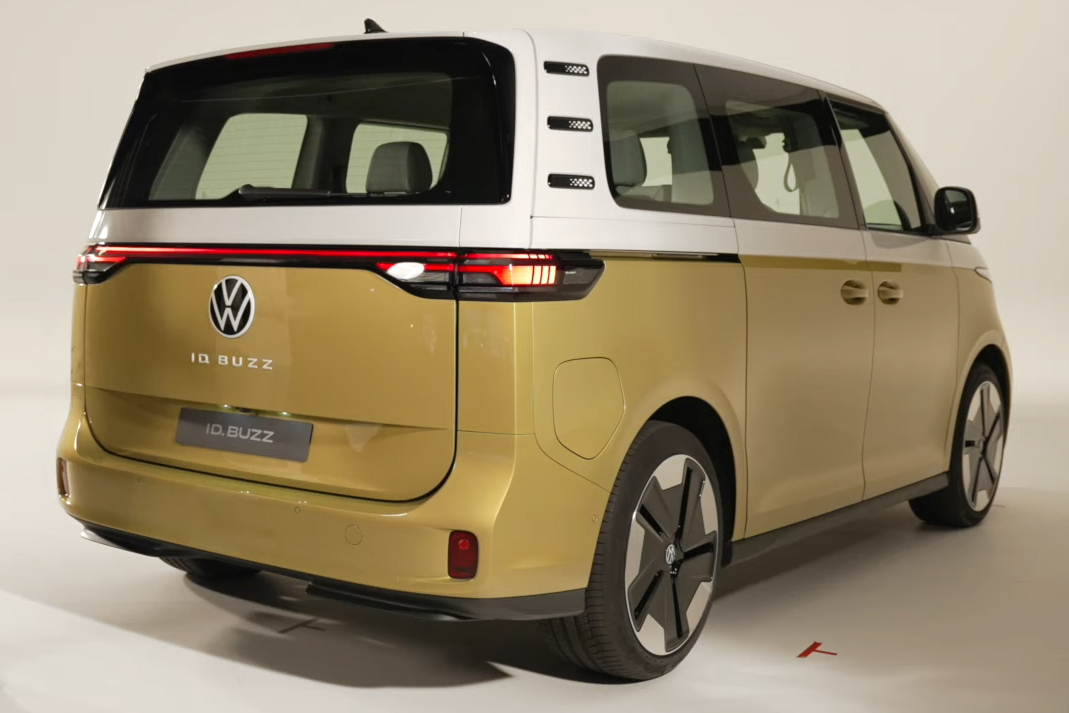
Achterzijde van de ID. Buzz
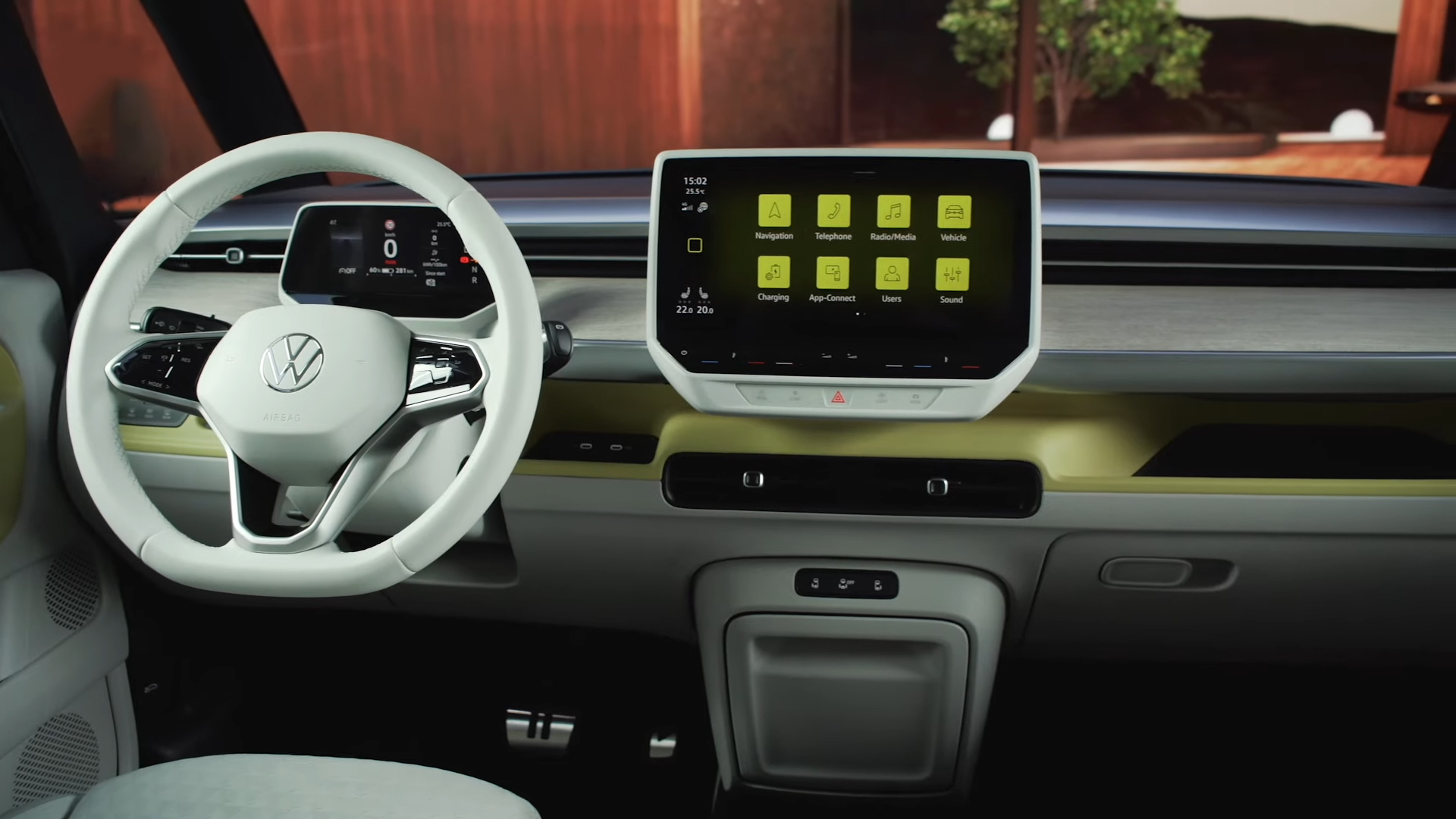
Interieur bestuurder
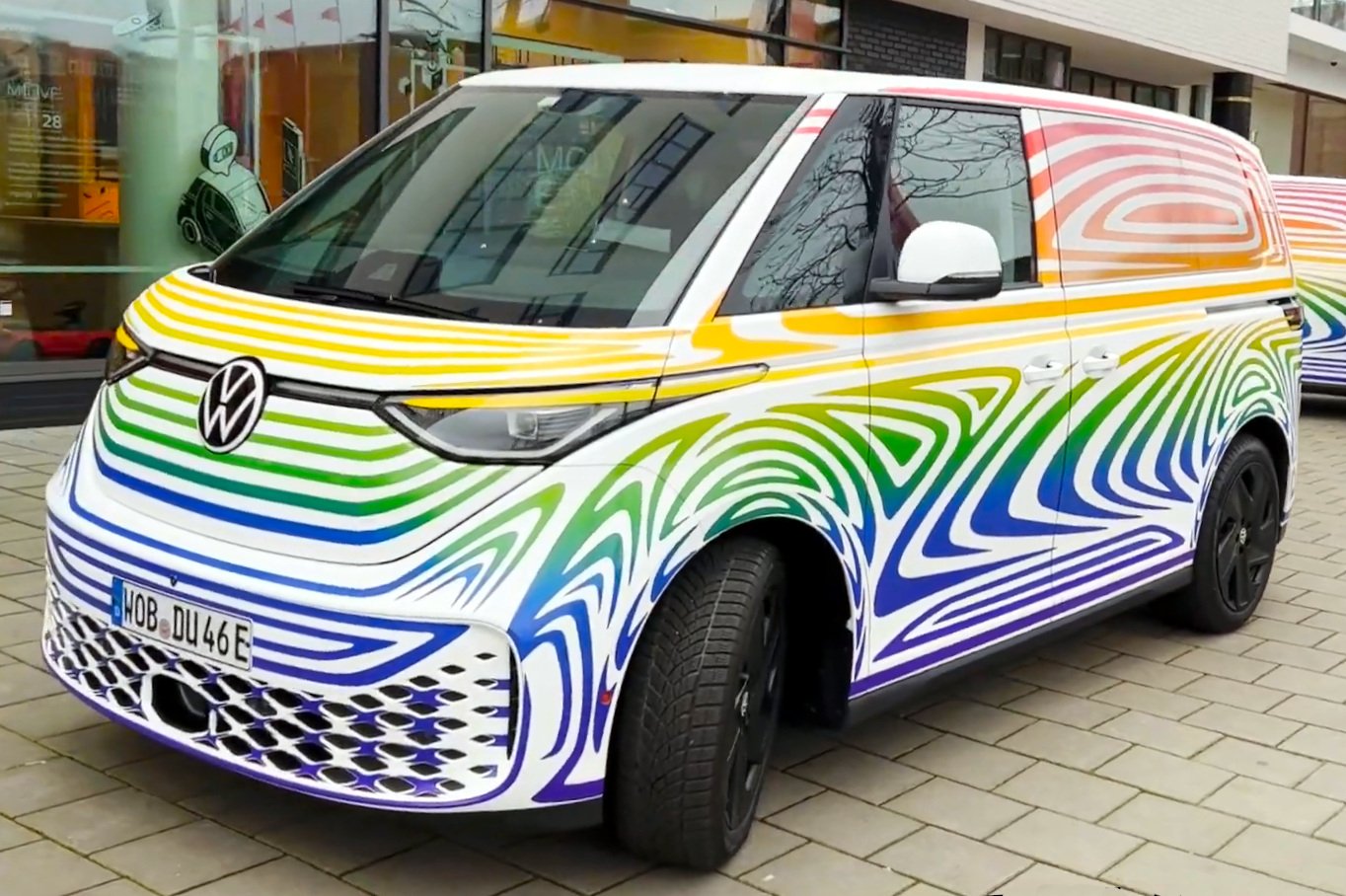
Pre-productiemodel van de ID. Buzz
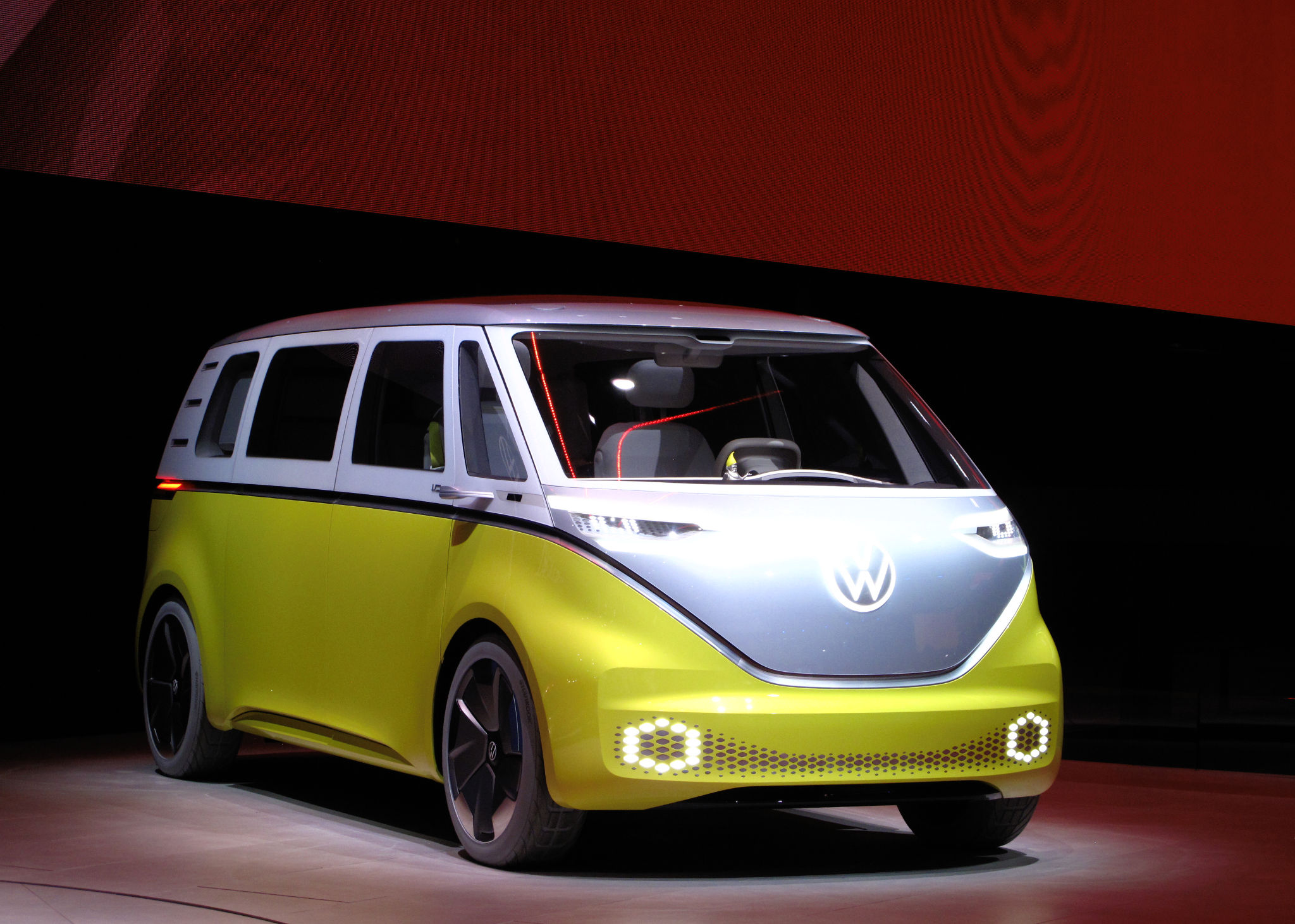
Conceptvariant van de ID. Buzz (2019)